# Fritziana izecksohni
Fritziana izecksohni é uma espécie de anfíbio anuros da família Hemiphractidae. Está presente no Brasil. A UICN classificou-a como pouco preocupante.